# 函館市交通局700形電車
函館市交通局700形電車（はこだてしこうつうきょく700かたでんしゃ）は、1957年（昭和32年）に登場した函館市交通局（函館市電）の路面電車である。

## 概要
1957年3月に701 - 705の5両が導入された。
運転窓は変則2枚窓であったが、後述するワンマン化改装により形状が変化した。騒音対策として電動機部分に防音ギアを採用したほか、車輪に関しても弾性車輪を採用していたが、保守性に難点があった。

## ワンマン化による車体改造
1969年に全車ワンマン化された。運転窓が固定化されたが、後年登場した1000形とは異なり、運転台への通風用を兼ねた窓が設けられたが、同時に死角も生まれてしまった。方向幕は小型のままであった。

## 運用
700形の設計に東京都電8000形を加味して設計された710形や800形の導入などもあり、保守性の劣る700形は次第に予備車となっていった。

## 廃車
1973年10月に5両全てが廃車された。現存車はない。